# KkStB 394
KkStB 394 танк-паротяг віденськал фабрика LOFAG (нім. Lokomotivfabrik Floridsdorf) збудувала для Локальної залізниці Львів-Яворів (нім. Lokalbahn Lemberg (Kleparów)–Jaworów) (KkStB 394.41-394.43), Локальної залізниці Ціллі-Волан (нім. Lokalbahn Cilli–Wöllan) (KkStB 394.44-394.47).

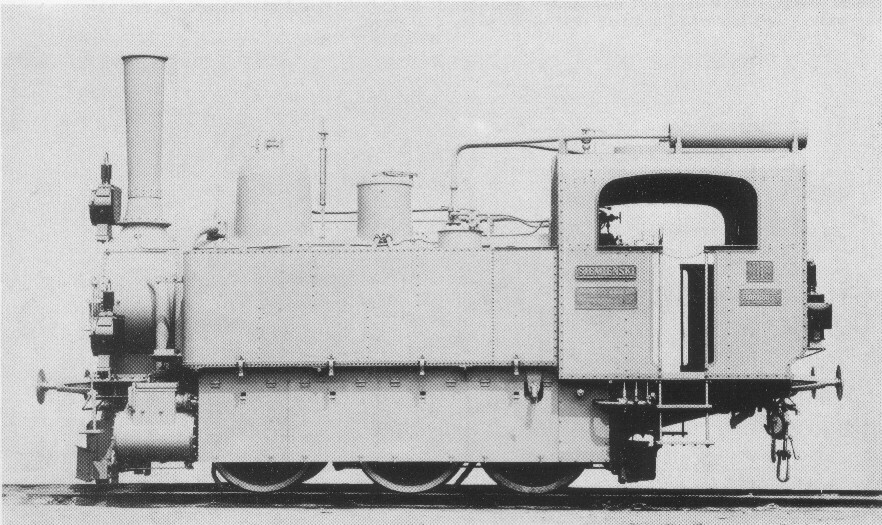
LKJ Siemiensk/KkStB 394.42

## Історія
Дана серія з 7 паротягів виготовлялась з метою економного сполучення на локальних залізницях (1891-1903). Через можливість використання неподалік вулиць міст мали закритий зовні корпус. Усі паротяги на локальних залізницях мали власні імена. У Ц.к. австрійській державній залізниці спочатку отримали позначення 94 серії, змінене 1905 на серію 394.

### Паротяги локальних залізниць KkStB 394
|                 |                            |                    |                  |                |                                                                   |            |
| Фабричний номер | Виробник                   | Позначення         | Позначення kkStB | kkStB (з 1905) | Після війни                                                       | Списано    |
| Flor 970/95     | WL Floridsdorf. Wien. 1895 | "POTOCKI"          | 9441             | 394.41         | PKP TKh14-1                                                       | 10.04.1937 |
| Flor 971/95     | WL Floridsdorf. Wien. 1895 | "SIEMIENSKI"       | 9442             | 394.42         | PKP TKh14-2                                                       | до 1936    |
| Flor 1561/04    | WL Floridsdorf. Wien. 1904 | "ADAM GOŁUCHOWSKI" | 9443             | 394.43         | PKP TKh14-3                                                       | до 1936    |
| Flor 802/91     | WL Floridsdorf. Wien. 1891 | 1 "AUSTRIA"        | 9444             | 394.44         | FS 826.001                                                        | 1924       |
| Flor 803/91     | WL Floridsdorf. Wien. 1891 | 2 "STYRIA"         | 9445             | 394.45         | FS 826.002                                                        | 1924       |
| Flor 804/91     | WL Floridsdorf. Wien. 1891 | 3 "GUNDACKER"      | 9446             | 394.46         | SHS→ JDŽ 151-020→ DRB 98 7051→ 1942 StLB→ 1948 JDŽ Jesenice N-III |            |
| Flor 805/91     | WL Floridsdorf. Wien. 1891 | 4 "THERESE"        | 9447             | 394.47         | SHS→ JDŽ 151-021→ Jesenice N-IV                                   |            |

### Технічні дані паротяга KkStB 394
|                                |                                |
| Розміри                        | Параметри                      |
| Роки випуску                   | 1886–1891, 1899                |
| Країна-виробник                | Австро-Угорська імперія        |
| Завод-виробник                 | Krauss.Linz.                   |
| Ширина колії                   | 1435 mm                        |
| Тип                            | C n2t                          |
| Кількість циліндрів            | 2                              |
| Діаметр циліндрів              | 380 (.41-.43)/360 мм (.44-.47) |
| Хід поршня                     | 520 мм                         |
| Діаметр рушійних коліс         | 1.086 мм                       |
| Загальна колісна база          | 2.630 мм                       |
| Тиск пари                      | 12 атм.                        |
| Кількість труб пароперігравача | 172                            |
| Площа пароперегрівача          | 75,0 м²                        |
| Площа зони нагрівання          | 5,0 м²                         |
| Площа колосникових ґрат        | 1,25 м²                        |
| Тендер                         |                                |
| Маса паротяга порожнього       | 23,7 т                         |
| Маса паротяга робоча           | 29,0 т                         |
| Зчіпна маса локомотива         | 32,7 т                         |
| Швидкість                      | 40 км/год                      |